# Maiden Japan
Maiden Japan, познат също като Heavy Metal Army, е ЕР на британската хевиметъл група Iron Maiden. Заглавието е игра на думи с албумът на Deep Purple „Made in Japan“.
Това е последния запис на групата с вокала Пол Ди'Ано (той е заменен от Брус Дикинсън) и включва 5 парчета. Оригиналния японски вариант има само 4.
Групата никога не е имала намерение да издава този албум, но японските фенове искали албум на живо. Прави впечатление, че венецуелското издание има различна обложка, на която талисманът Еди държи отрязаната глава на Пол Диано. То е станало едно от най-търсените от феновете издания.

## Състав
- Пол Ди'Ано – вокал
- Дейв Мъри – китара
- Ейдриън Смит – китара, беквокали
- Стив Харис – бас, беквокали
- Клаив Бър – барабани